# Ghiacciaio Remo
Il ghiacciaio Remo (in inglese Remus Glacier) è un ghiacciaio lungo circa 15 km situato sulla costa di Fallières, nella parte occidentale della Terra di Graham, in Antartide. Il ghiacciaio, il cui punto più alto si trova a circa 629 m s.l.m., fluisce verso nord-ovest a partire dal versante settentrionale del monte Lupa e scorre lungo il lato nord-orientale dei monti Blackwall fino a entrare nella cala Provvidenza, sulla costa del fiordo di Neny.

## Storia
La bocca del ghiacciaio Remo è stato oggetto di una ricognizione nel 1936 durante la Spedizione britannica nella Terra di Graham, comandata di John Rymill, mentre l'intera formazione è stata mappata durante una spedizione del British Antarctic Survey, che all'epoca si chiamava ancora Falkland Islands and Dependencies Survey, nel periodo 1948-49. Sempre il FIDS battezzò il ghiacciaio in associazione con il monte Lupa e con il vicino ghiacciaio Romolo e in onore di Remo, protagonista della leggendaria fondazione di Roma.